# Euriloco (Odissea)
Euriloco (in greco antico: Εὐρύλοχος?), nella mitologia greca,  è uno dei compagni (nonché cognato) di Ulisse, citato nell'Odissea di Omero.

## Il mito
Euriloco era il secondo in comando dopo Ulisse durante il ritorno ad Itaca dopo la guerra di Troia.
Durante la sosta sull'isola di Circe, guidò la spedizione alla casa della maga. Fu l'unico a non fidarsi quindi non entrò, evitando così di essere trasformato in un porco, e, dopo aver atteso invano di vedere uscire i compagni, tornò da Ulisse e lo pregò di fuggire dall'isola.
Nell'incontro con le sirene, legò insieme a Perimede Ulisse all'albero maestro della nave e, più avanti, sull'isola dei buoi del Sole istigò i compagni nell'uccidere le vacche sacre al dio, nonostante avessero giurato il contrario. 
Euriloco fu l'ultimo della truppa a morire, affondando con i pochi compagni sopravvissuti di Ulisse, durante una tempesta provocata da Zeus, il quale distrusse la barca scagliandovi un fulmine.    